# HARPS

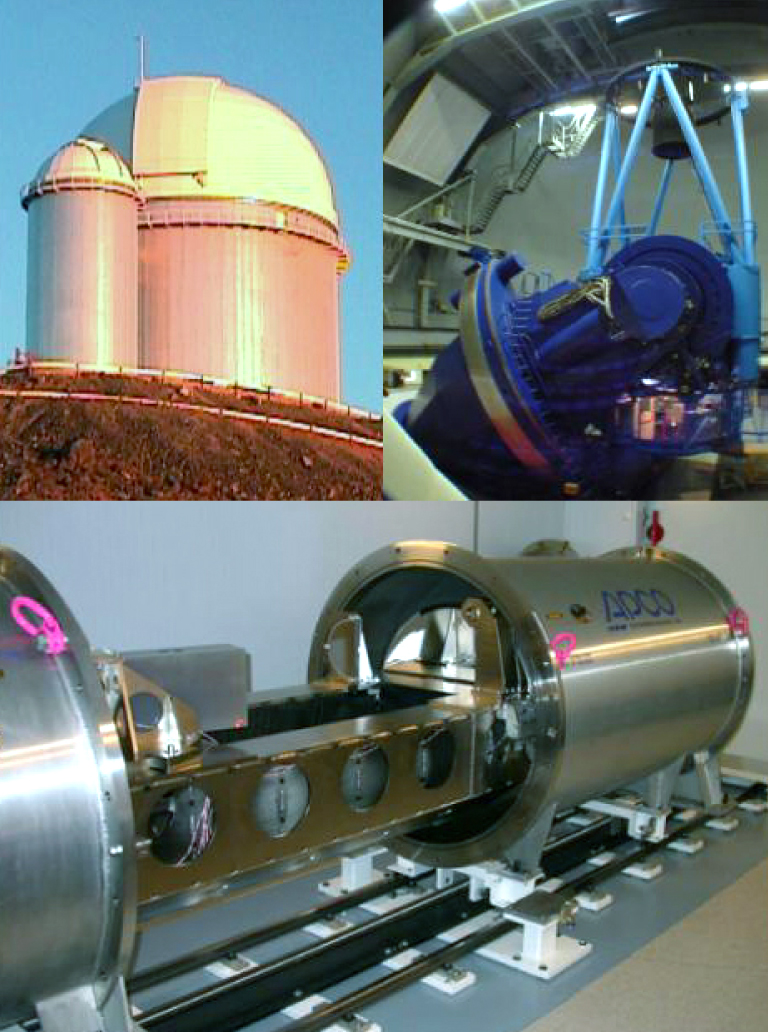
Montaje del espectrógrafo HARPS y del telescopio de 3,6 metros en La Silla. La parte superior izquierda muestra la cúpula del telescopio, mientras que la parte superior derecha ilustra el propio telescopio. El espectrógrafo HARPS se muestra en la imagen inferior durante las pruebas de laboratorio. El tanque vacío es abierto para que algunos de los componentes de alta precisión en el interior se puedan ver

HARPS es un acrónimo para Buscador de Planetas por Velocidad Radial de Alta Precisión ( High Accuracy Radial velocity Planet Searcher, en inglés). Es un espectrógrafo Échelle de alta precisión instalado en 2002 en el telescopio de 3,6 metros de ESO en el Observatorio de La Silla, Chile. Sus primeras observaciones se realizaron en febrero de 2003. Es un espectrógrafo de velocidad radial de segunda generación, basado en las experiencias logradas con los instrumentos ELODIE y CORALIE.
Fue construido inicialmente para llevar a cabo una búsqueda que involucraría miles de estrellas, y ,órbitas lunares.

## Características
Puede obtener precisiones de 0.97 m/s (3.5 km/h), aunque su precisión efectiva llega hasta los 0.30m/s o (30 cm/s) siendo uno de dos instrumentos que pueden lograr ese nivel de precisión en la Tierra, gracias a un diseño en el que la estrella objetivo y un espectro de referencia de una lámpara de torio son observados simultáneamente usando dos alimentaciones de fibra óptica idénticas, además de un alto grado de atención a la estabilidad mecánica, ya que el instrumento se encuentra sobre una cámara de vacío, que posee una temperatura controlada hasta por variaciones de 0.01C. La exactitud del instrumento es tal que se obtuvo la mejor medición obtenible del espectro del torio. Por todo esto, la detección de planetas está limitada por las pulsaciones de las estrellas observadas más que por el instrumento en sí.
El investigador principal en HARPS es Michel Mayor, quien trabaja con Didier Queloz. El descubrimiento del planeta Gliese 581 c, el más probable candidato para albergar vida extraterrestre hasta el momento, fue hecho por Stéphane Udry del Observatorio de Ginebra.
A octubre del 2012 el Espectrógrafo HARPS tiene la precisión para detectar una nueva categoría de planetas: Supertierras habitables. Esta sensibilidad se esperaba desde las simulaciones hechas de las señales estelares intrínsecas y desde observaciones reales de sistemas planetarios.

## Lista de descubrimientos
- HD 330075 b, (10 de febrero de 2004)
- Mu Arae c, (25 de agosto de 2004)
- Gliese 876 d, (13 de junio de 2005)
- HD 93083 b, (2005)
- HD 101930 b, (2005)
- HD 102117 b, (2005)
- HD 4308 b, (2005)
- HD 69830 b, (18 de mayo de 2006)
- HD 69830 c, (18 de mayo de 2006)
- HD 69830 d, (18 de mayo de 2006)
- Gliese 581 c, (23 de abril de 2007)
- Gliese 581 d, (23 de abril de 2007)
- HD 40307 b, (junio de 2008)
- HD 40307 c, (junio de 2008)
- HD 40307 d, (junio de 2008)
- Gliese 581 e, (abril de 2009)

- En octubre del 2009, el descubrimiento de 32 planetas extrasolares adicionales fue anunciado por la ESO,[4] para un total de 75 exoplanetas observados por primera por HARPS.[1] (octubre de 2009)
- HD 10180, (24 de agosto de 2010) Sistema planetario con al menos cinco planetas orbitando la estrella, muy similar al Sistema Solar[5]
- SDSS J102915+172927, (2 de septiembre de 2011)
- HD 40307 g, (noviembre de 2012)
- Alpha Centauri Bb, (16 de octubre de 2012) (Lista incompleta de todos los descubrimientos)